# Copa Intercontinental de 1967
A oitava edição da Copa Intercontinental ocorreu em 1967. Foi disputada em duas partidas regulamentares e uma de desempate entre o campeão europeu e o sul-americano.
Em 27 de outubro de 2017, após uma reunião realizada na Índia, o Conselho da FIFA reconheceu os vencedores da Copa Intercontinental como campeões mundiais.

## História
Em 1967, a AFC e a CONCACAF, já tinham estabelecidos os seus torneios continentais de clubes. O então presidente da FIFA, Stanley Rous, propôs expandir a Copa Intercontinental, e que passaria a ser realizado pela entidade máxima do futebol mundial. Porém, as organizadoras da Copa Intercontinental, UEFA e CONMEBOL, foram contrárias a proposta.
Sendo assim, esta edição foi disputada entre dois times que nunca haviam disputado a Copa Intercontinental até então.
O Celtic foi o primeiro clube escocês a vencer a Liga dos Campeões da UEFA e chegar à Copa Intercontinental. O Racing ganhara pela primeira vez a Libertadores da América. As expectativas eram mais ou menos iguais para os dois times.
Ambos os clubes vinham com uma vitória apertada de 2–1 nos campeonatos continentais. O Celtic sobre a Internazionale, da Itália e o Racing sobre o Nacional do Uruguai, este, no jogo de desempate, tendo empatado em 0–0 nos outros dois jogos.

### A decisão
A primeira partida foi na Escócia, e a equipe do Racing não suportou a pressão no estádio lotado. Passou a maior parte da partida se defendendo e terminou sofrendo uma derrota por 1 a 0, gol de Mc Neill. Na Argentina os escoceses chegaram muito perto do título. Abriram o placar, com um gol de pênalti de Gemmell. Mas Raffo empatou no 2º tempo, e o valente Juan Carlos “Chango” Cardenas marcou o gol da virada já nos acréscimos.
No dia 4 de novembro de 1967 Racing e Celtic entraram no Estádio Centenário dispostos a fazer história. A partida dura, foi decidida aos 11 da segunda etapa. Cardenas puxou um contra-ataque, ficando indeciso se chutava ou cruzava para Maschio ou Raffo. Mas Maschio o gritou e mando-o chutar ao gol, e o jogador não teve dúvidas. Acertou um belo chute de canhota a 30 metros do gol, 1 a 0. Os vinte e cinco mil argentinos que haviam atravessado o Rio da Prata vibravam, enquanto o atacante argentino vibrava abraçado a Juan José Pizutti. Naquele momento, ambos entravam para a história do futebol, ao dar o primeiro título intercontinental para o futebol argentino.

## Participantes
| Confederação | Equipe | Classificação                                           | Participação |
| ------------ | ------ | ------------------------------------------------------- | ------------ |
| CONMEBOL     | Racing | Campeão da Copa Libertadores da América de 1967         | 1ª           |
| UEFA         | Celtic | Campeão da Taça dos Clubes Campeões Europeus de 1966–67 | 1ª           |

## Chaveamento
|  | A Classificação[NOTA] | A Classificação[NOTA] | A Classificação[NOTA] | A Classificação[NOTA] |   |        | Copa Intercontinental 1967 | Copa Intercontinental 1967 | Copa Intercontinental 1967 | Copa Intercontinental 1967 |
|  |                       |                       |                       |                       |   |        |                            |                            |                            |                            |
|  | Celtic                | 2                     | –                     | –                     |   |        |                            |                            |                            |                            |
|  | Internazionale        | 1                     | –                     | –                     |   |        |                            |                            |                            |                            |
|  | Internazionale        | 1                     | –                     | –                     |   | Celtic | 1                          | 1                          | 0                          |                            |
|  |                       |                       |                       |                       |   | Celtic | 1                          | 1                          | 0                          |                            |
|  |                       | Racing                | 0                     | 2                     | 1 |        |                            |                            |                            |                            |
|  | Racing                | Racing                | 0                     | 2                     | 1 | 0      | 0                          | 2                          |                            |                            |
|  | Racing                |                       |                       |                       |   | 0      | 0                          | 2                          |                            |                            |
|  | Nacional              | 0                     | 0                     | 1                     |   |        |                            |                            |                            |                            |

Notas
- NOTA^  Essas partidas não foram realizadas pela Copa Intercontinental. Ambas as partidas foram realizadas pelas finais da Liga dos Campeões da Europa e Copa Libertadores da América daquele ano.

## Partidas

### Jogo de ida
| 18 de outubro de 1967 | Celtic      | 1 – 0 | Racing | Hampden Park, Glasgow (Escócia)             |
| 20:00 (UTC+1)         | McNeill 69' |       |        | Público: ≈103,437 Árbitro: Juan Gardeazábal |

|  | Celtic | Racing |

| CELTIC:    |  |           |
|            |  |           |
| G          |  | Simpson   |
| LD         |  | Craig     |
| Z          |  | McNeill   |
| Z          |  | Gemmell   |
| LE         |  | Clark     |
| M          |  | Murdoch   |
| M          |  | Auld      |
| A          |  | Johnstone |
| A          |  | Lennox    |
| A          |  | Wallace   |
| A          |  | Hughes    |
| Treinador: |  |           |
| Jock Stein |  |           |

| RACING:           |  |           |
|                   |  |           |
| G                 |  | Cejas     |
| LD                |  | Martín    |
| Z                 |  | Perfumo   |
| Z                 |  | Díaz      |
| LE                |  | Basile    |
| M                 |  | Mori      |
| M                 |  | Rulli     |
| A                 |  | Raffo     |
| A                 |  | Cárdenas  |
| A                 |  | Rodríguez |
| A                 |  | Maschio   |
| Treinador:        |  |           |
| Juan José Pizzuti |  |           |

### Jogo de volta
| 1 de novembro de 1967 | Racing                   | 2 – 1 | Celtic            | El Cilindro, Avellaneda (Argentina)       |
| 16:45 (UTC−3)         | Raffo 48' · Cárdenas 93' |       | Gemmell 21' (pen) | Público: ≈120,000 Árbitro: Esteban Marino |

|  | Racing | Celtic |

| RACING:           |  |           |
|                   |  |           |
| G                 |  | Cejas     |
| LD                |  | Martín    |
| Z                 |  | Perfumo   |
| Z                 |  | Chabay    |
| LE                |  | Basile    |
| M                 |  | Rulli     |
| M                 |  | Cardoso   |
| A                 |  | Raffo     |
| A                 |  | Cárdenas  |
| A                 |  | Rodríguez |
| A                 |  | Maschio   |
| Treinador:        |  |           |
| Juan José Pizzuti |  |           |

| CELTIC:    |  |           |
|            |  |           |
| G          |  | Fallon    |
| LD         |  | Craig     |
| Z          |  | McNeill   |
| Z          |  | Gemmell   |
| LE         |  | Clark     |
| M          |  | Murdoch   |
| M          |  | O'Neil    |
| A          |  | Johnstone |
| A          |  | Lennox    |
| A          |  | Wallace   |
| A          |  | Chalmers  |
| Treinador: |  |           |
| Jock Stein |  |           |

### Jogo de desempate
| 4 de novembro de 1967 | Racing       | 1 – 0 | Celtic | Centenário, Montevidéu (Uruguai)              |
| 15:50 (UTC−3)         | Cárdenas 56' |       |        | Público: 70 172 Árbitro: Rodolfo Pérez Osório |

|  | Racing | Celtic |

| RACING:           |  |           |
|                   |  |           |
| G                 |  | Cejas     |
| LD                |  | Martín    |
| Z                 |  | Perfumo   |
| Z                 |  | Chabay    |
| LE                |  | Basile    |
| M                 |  | Rulli     |
| M                 |  | Cardoso   |
| A                 |  | Raffo     |
| A                 |  | Cárdenas  |
| A                 |  | Rodríguez |
| A                 |  | Maschio   |
| Treinador:        |  |           |
| Juan José Pizzuti |  |           |

| CELTIC:    |  |           |
|            |  |           |
| G          |  | Fallon    |
| LD         |  | Craig     |
| Z          |  | McNeill   |
| Z          |  | Gemmell   |
| LE         |  | Clark     |
| M          |  | Murdoch   |
| M          |  | Auld      |
| A          |  | Johnstone |
| A          |  | Lennox    |
| A          |  | Wallace   |
| A          |  | Hughes    |
| Treinador: |  |           |
| Jock Stein |  |           |

## Campeão
| Copa Intercontinental de 1967 |
| ----------------------------- |
| RACING Campeão (1º título)    |